# 무라카미 유히
무라카미 유히(일본어: 村上 悠緋, 2000년 12월 19일~)는 일본의 축구 선수이다.

## 구단 경력
그는 2022년 J1리그의 요코하마 F. 마리노스에 입단했다. 2024년 8월 J2리그의 도쿠시마 보르티스로 이적했다. 2025년 에히메 FC로 이적했다.